# Xã Hiland, Quận Hand, South Dakota
Xã Hiland (tiếng Anh: Hiland Township) là một xã thuộc quận Hand, tiểu bang Nam Dakota, Hoa Kỳ. Năm 2010, dân số của xã này là 34 người.